# Jacques Lefrère des Maisons
Jacques Clair Lefrère des Maisons est un homme politique français né le 11 août 1773 à Ménil-Gondouin (Orne) et décédé le 8 décembre 1859 à Ménilglaise (Orne).

## Biographie
Étudiant à Caen au moment de la Révolution, il émigre en 1791 pour rejoindre l'armée des princes. Il passe ensuite en Angleterre, où il est bijoutier-orfèvre.
Rentré en France sous le Consulat, il reprend possession de ses propriétés et se lance dans l'agriculture industrielles, utilisant des machines anglaises comme la batteuse Hoffmann.
Maire de Méniglaise, il est député de l'Orne de 1822 à 1824.

## Sources
- « Jacques Lefrère des Maisons », dans Adolphe Robert et Gaston Cougny, Dictionnaire des parlementaires français, Edgar Bourloton, 1889-1891 [détail de l’édition]